# أحمد البيه
أحمد البيه ممثل مصري (اسمه الحقيقي: أحمد أفندي الفقى) من مواليد 11 أكتوبر 1905، حصل على دبلوم فنى وعمل في شركة اوفا بيرلين، وأقام في النمسا. تم اعتقالة في المعسكر السوفيتي، وصودرت ممتلكاته. لمع في دور زعيم الثوار الجياع في فيلم «لاشين» للمخرج فريتز كرامب عام 1938، لكنة لم ينل ما يستحقه من شهرة بما يتناسب مع موهبته. ألف العديد من السيناريوهات التي لم تنفذ وطبعها على نفقته في كتاب.
توفي في 19 ديسمبر 1976 عن عمر يناهز 71 سنة وكان فترة عمله السينمائي من عام 1938 حتى عام 1952 وعلى مدار 14 سنة قدم 9 أفلام.

## قائمة أفلامه
- فيلم «لاشين»: يوسف- للمخرج فريتز كرامب عام 1938[3]
- فيلم «جحا والسبع بنات» للمخرج فؤاد الجزايرلي عام 1947.[7]
- فيلم «أبو زيد الهلالي» للمخرج عز الدين ذو الفقار عام 1947[8]
- فيلم «هارب من السجن» للمخرج محمد عبد الجواد عام 1948[9]
- فيلم «فتح مصر» للمخرج فؤاد الجزايرلي عام 1948[10]
- فيلم «الزناتي خليفة» للمخرج حسن حلمي عام 1948[11]
- فيلم «سر الأميرة»: داود شهريار- للمخرج نيازي مصطفى عام 1949[12]
- فيلم «إسماعيل يس في بيت الأشباح» للمخرج فطين عبد الوهاب عام 1951[13]
- فيلم «الحب بهدلة»: حسن بيه درويش - للمخرج صلاح أبو سيف عام 1952[14]

## وصلات خارجية
- أحمد البيه على موقع IMDb (الإنجليزية)
- أحمد البيه على موقع قاعدة بيانات الأفلام العربية
- أحمد البيه على موقع الدهليز
- أحمد البيه على موقع كاروهات